# Petrus Gonsalvus

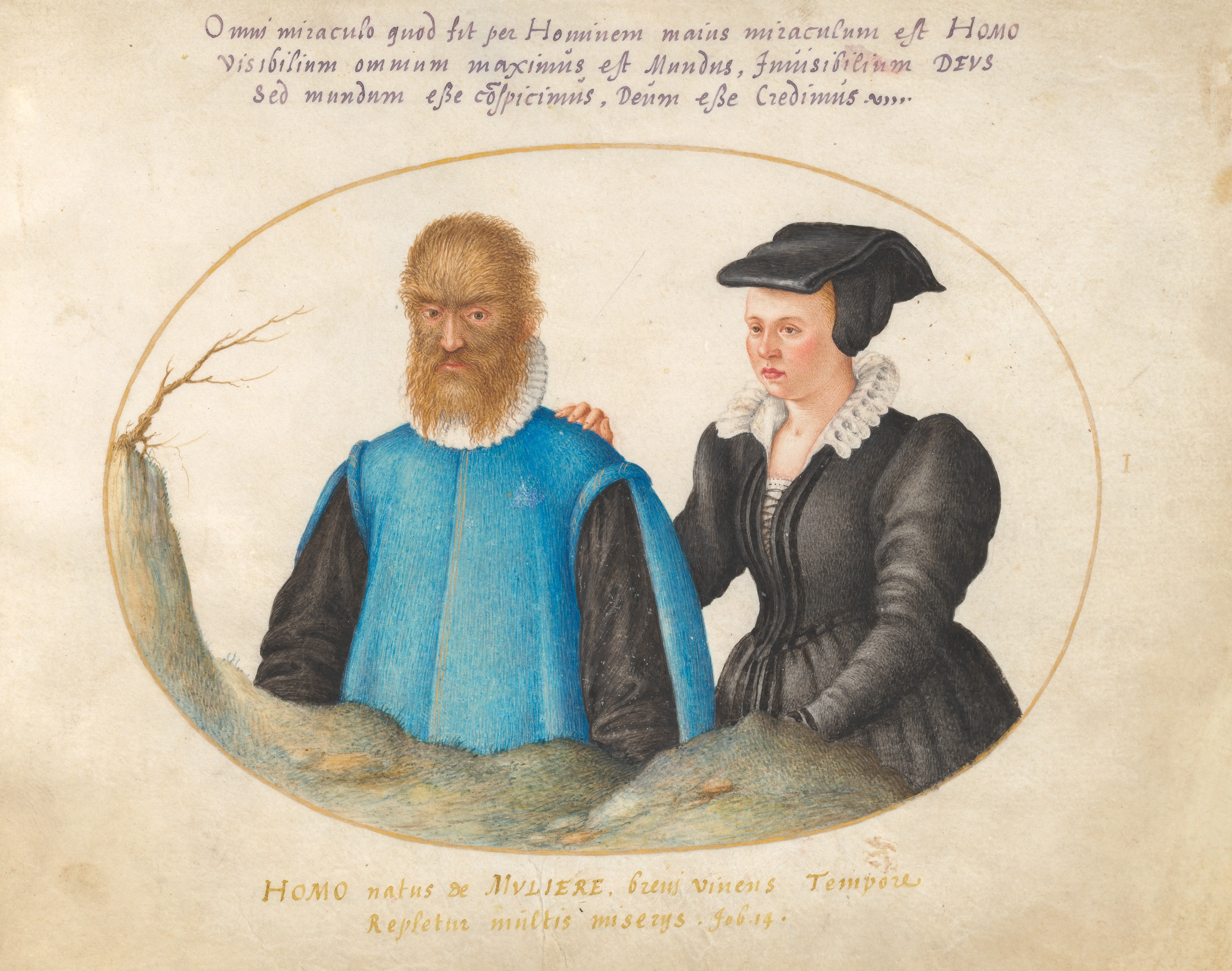
Petrus Gonsalvus e Catherine.

Don Petrus Gonsalvus (in spagnolo Pedro Gonzalez; Tenerife, 1537 – Capodimonte, 20 gennaio 1618), citato dal naturalista italiano Ulisse Aldrovandi come "l'uomo dei boschi", è stato un nobile spagnolo della corte di Enrico II di Francia. È divenuto famoso per essere stato affetto da ipertricosi e, pertanto, è stato soprannominato anche come "Salvaje Gentilhombre de Tenerife" e "Hombre Lobo Canario".

## Biografia
Nacque nel 1537 a Tenerife, dopo la conquista dell'isola da parte di Alonso Fernández de Lugo. A dieci anni fu portato in Francia, alla corte di Enrico II, dove rimase per 44 anni. Apprese le discipline umanistiche e la lingua latina. Gli fu concesso di utilizzare l'appellativo onorifico "don", essendo discendente di un re Guanci.
Nel 1573 sposò la bellissima Catherine Raffelin, ritenuta damigella d'onore della regina Caterina de' Medici, dalla quale ebbe sei figli, quattro dei quali affetti da ipertricosi, tra cui Antonietta Gonsalvus. Tra il 1580 e il 1590 Petrus Gonsalvus si recò con la famiglia in Italia, dove soggiornò alla corte di Margherita di Parma. Si stabilì in seguito a Capodimonte, nella Rocca Farnese, sul lago di Bolsena in provincia di Viterbo, dove morì nel 1618.
È considerato uno dei personaggi più noti dell'Europa del suo tempo. Particolari della sua vita si trovano tra l'altro nell'Archivio Vaticano e in archivi di Roma e Napoli. Si ritiene che Petrus Gonsalvus e la sua famiglia siano i più antichi casi di ipertricosi descritti in Europa.

## Altri dati
Nel Castello di Ambras in Austria è conservata una serie di quattro dipinti di autore ignoto in cui Petrus Gonsalvus è ritratto con molti dei suoi figli. Questi dipinti hanno dato origine al nome con cui è conosciuta anche ipertricosi: sindrome di Ambras. I quadri sono nella cosiddetta Camera dell'arte e delle curiosità creato da Ferdinando II d'Austria. In questo spazio è anche il famoso ritratto di Vlad Tepes.
Si ritiene che il matrimonio di Petrus Gonsalvus con Catherine abbia ispirato la fiaba La bella e la bestia.